# 刘珍 (1933年)
刘珍（1933年12月—），男，蒙古族，内蒙古科尔沁左翼中旗人，中华人民共和国政治人物，曾任内蒙古自治区人大常委会副主任。